# Ejerslykke Station
Ejerslykke Station er en letbanestation på Odense Letbane, beliggende på Ørbækvej ved krydset med L.A. Rings Vej i Odense. Stationen åbnede sammen med letbanen 28. maj 2022.
Letbanen ligger i en græsbelægning på den vestlige side af vejen. Stationen ligger lige syd for krydset og består af to spor med hver sin sideliggende perron.
Lige vest for stationen ligger der etageejendomme ved Ørbækvej, men derudover ligger der rækkehus- og parcelhuskvarter bagved. Mod øst ligger området Korsløkkeparken med flere etageejendomme.
Ejerslykke
| Foregående station         |  | Odense Letbane                       |  | Efterfølgende station         |
| -------------------------- |  | ------------------------------------ |  | ----------------------------- |
| Korsløkke mod Tarup Center |  | Tarup Center - Hjallese fra maj 2022 |  | Rosengårdcentret mod Hjallese |